# Gevlamde fijnstraal
Gevlamde fijnstraal (Erigeron bonariensis) is een eenjarige plant uit de composietenfamilie. De plant behoort tot het geslacht fijnstraal.

## Kenmerken
De gevlamde en de hoge fijnstraal bezitten beide in het algemeen vijflobbige buisbloemen, in tegenstelling tot de Canadese fijnstraal die vierlobbige buisbloemen heeft. De gevlamde fijnstraal onderscheidt zich dan weer van de hoge fijnstraal doordat de omwindselbladen gewoonlijk een opvallend roodachtige top bezitten. Hier komt ook de naam vandaan.

## Standplaats en verspreidingsgebied
De plant is verspreid over de meeste tropische en subtropische streken van de wereld. De precieze herkomst is onbekend, maar is waarschijnlijk Midden- of Zuid-Amerika.
Zowel de hoge als de gevlamde fijnstraal zijn in het eerste decennium van de 21e eeuw ingeburgerd in de Benelux. Ze komen vooral voor in stedelijke milieus. Daar ziet men ze vooral op rommelige, stenige en opengewerkte plaatsen, bijvoorbeeld daar waar grond of puin werd gestort, op aanvoerterreinen en dergelijke. Vermoedelijk breidt de soort zich uit, hoewel de vindplaatsen in het algemeen niet stabiel zijn. Het kan zijn dat deze soorten vroeger meer over het hoofd werden gezien.